# Ratsapotheke Rostock

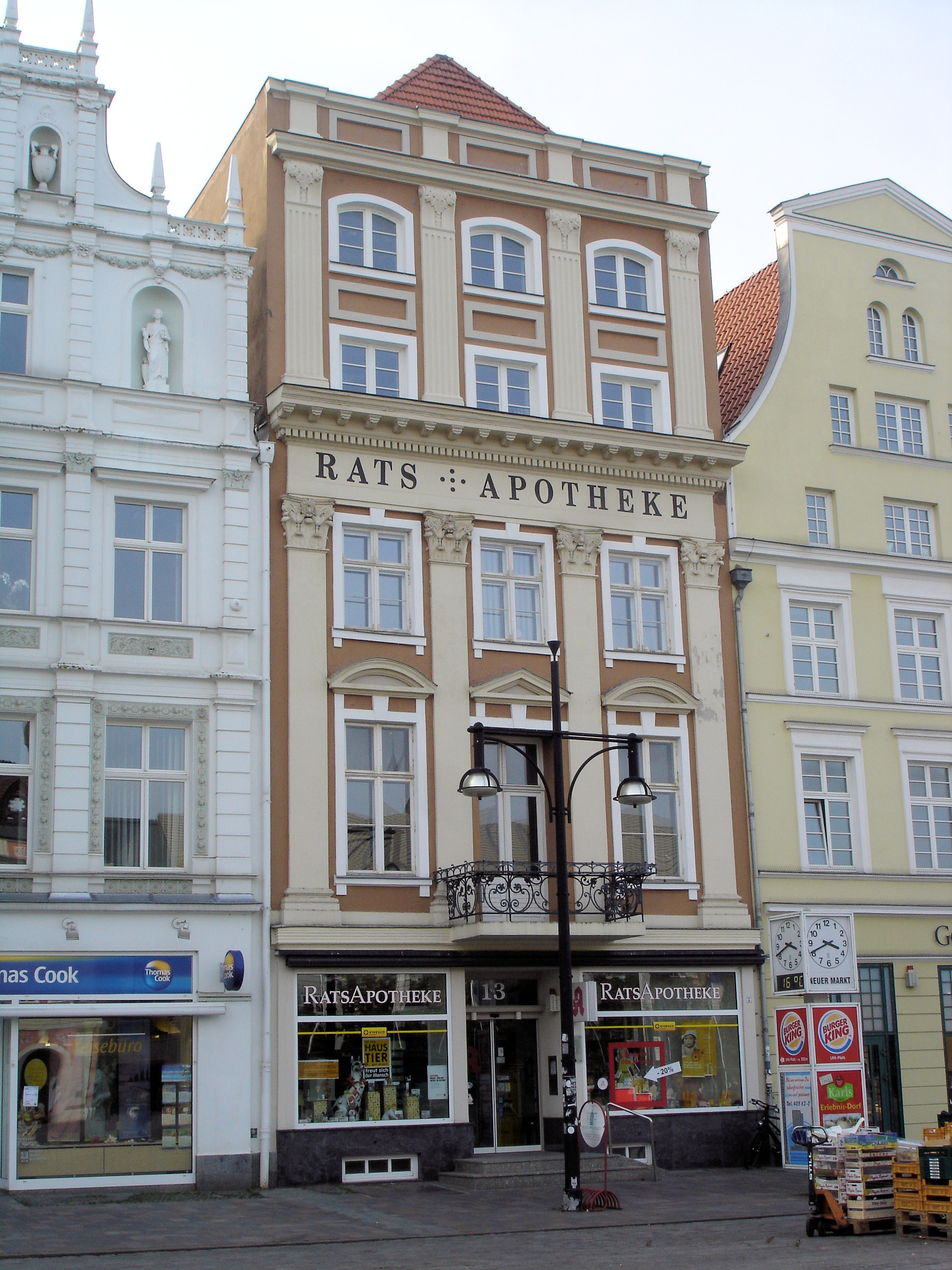
Ratsapotheke Rostock 2010

Die Ratsapotheke in Rostock im Haus am Neuen Markt hat eine lange Geschichte – seit nunmehr über 465 Jahren hat sie ihren Sitz im historischen Giebelhaus in Rostocks Stadtzentrum. Eine Etage über den Räumen der heutigen Apotheke befindet sich der Empire-Saal mit einer klassizistischen Gestaltung.

## Geschichte
Der Ursprung der Rostocker Apothekengeschichte wurde bereits im 13. Jahrhundert gelegt. Nachdem die erste Apotheke 760 in Bagdad öffnete, erteilte Kaiser Friedrich II. 1240 auch im Heiligen Römischen Reich die ersten Privilegien zur Errichtung pharmazeutischer Läden. So entstanden die ersten Apotheken in Köln, Wismar, Würzburg, Freiberg, Goslar und Augsburg. Erste Nachweise für die Präsenz einer Apotheke in Rostock gehen auf das Jahr 1260 zurück. Namentliche Erwähnung fand die Ratsapotheke das erste Mal im Jahr 1542. In diesem Jahr kaufte der Rat der Stadt das Haus am Neuen Markt 13, das zuvor bereits eine „Stadt-Apotheke“ beheimatete. Hier fand dann die „Ratsapotheke“ ihren Sitz. Noch im selben Jahr erwarb die Stadt Rostock Gebäudeteile in der Blutstraße, heute Kröpeliner Straße, die dann ebenfalls zur Ratsapotheke gehörten.
Bereits im Jahr 1634 war die „Ratsapotheke“ mit den bekanntesten Kräuterbüchern der Zeit ausgestattet. Es wurden viele Arzneipflanzen und Substanzen hergestellt und genutzt, die auch heute noch Verwendung finden. Auf der Liste der Arzneimittel standen aber auch Substanzen, die für die heutige Zeit recht ungewöhnlich erscheinen. Darunter Taubenkraut, Krötendill, Teuffelsabbiß, Teile von Tieren (Wolfsleber, Fuchslunge, Bocksblut), Teile von Menschen (Menschenfett, Menschen Hirnschalen, Menschenfleisch), Metalle und Metallverbindungen (Gold Blätlein, Sublimat), Malerfarben (Saftgrün, Umbra) oder Zuckerwerke wie Confekte und Marzipan.
Bis zum Jahr 1698 bestand für die Rostocker „Ratsapotheke“ ein Exklusivrecht – bis ins späte 17. Jahrhundert hinein durften also keine anderen Apotheken als die „Ratsapotheke“ in Rostock Arzneien zubereiten und verkaufen. Im Jahr 1698 wurde dieses Recht jedoch aufgehoben. Die heutige „Hirsch-Apotheke“ an der Marienkirche entstand dann als erste „Nebenapotheke“ in Rostock. 1726 wurde die Apotheke um ein eigenes Labor erweitert.
Die „Ratsapotheke“ zeichnete sich durch verschiedene Betriebsformen aus: Während von 1571 bis 1635 Apothekenverwaltung vorherrschte, wendete sich der Rat ab 1635 der Verpachtung der Apotheke zu. Nachdem die „Ratsapotheke“ bis 1789 an zehn verschiedene Pächter veräußert wurde, ging sie 1789 in Privatbesitz über. Christopf Mähl († 1818), der das Gebäude kaufte, veranlasste aufgrund des schlechten Zustandes des Hauses eine Erneuerung der barocken Fassadengestaltung. Das in jenem Jahr restaurierte Aussehen des Giebelhauses kommt dem heutigen Erscheinungsbild sehr nahe.
1818 erwarb der Apotheker Michael Friedrich Kühl († 1836) aus Malchow die Ratsapotheke für 40.000 Reichsthaler, nachdem die Stadt auf ihr Vorkaufsrecht verzichtet hatte. Nach seinem Tod übernahm sein Sohn Bernhard Friedrich Kühl (* 7. August 1808 in Malchow; † 1882) die Apotheke und erweiterte sie um einen Gewerbebetrieb, in dem er Kakaopräparate, Schokolade und künstliche Mineralwässer herstellte. Von 1844 bis 1846 war Friedrich Gaedcke Lehrling in Kühls Ratsapotheke.
Kühl war Medizinalassessor und Kreisdirektor im Norddeutschen Apotheker-Verein. 1871 war er Mitglied der zwölfköpfigen Kommission aus verschiedenen deutschen Staaten zur Herausgabe der Pharmacopoea Germanica.
Sein ältester Sohn, Johann Friedrich Kühl († 1909) studierte Pharmazie in Berlin und Rostock und bereiste Italien, Frankreich und die Schweiz. 1864 erwarb er das Rostocker Bürgerrecht und wurde als Prokurist der Ratsapotheke eingetragen, 1866 übernahm er die Apotheke, die er bis 1877 führte.
1877 ging die Apotheke an den Apotheker Gottlieb Richard Niewerth. Ihm folgte der Ratsapotheker Uebe und ab 1919 übernahm Theodor Schalhorn die Ratsapotheke, der sie auch nach dem Krieg als Ratsapotheke und Drogenhandlung weiterführte.
Im Jahr 1935 wurde die „Ratsapotheke“ zur Lehrapotheke des Landes Mecklenburg. Diesem Umstand verdankt die Apotheke ihre privilegierte Stellung hinsichtlich der medizinischen Versorgung. Auch wurden deswegen Umbauarbeiten vorgenommen, um Standards zu halten und Lehrbedingungen zu verbessern.
Ab den frühen 60er Jahren hieß die Apotheke Uniapotheke, bevor sie 1977 wieder ihren ursprünglichen Namen erhielt. 1985 erfolgte ein Umbau, bei dem man das spätbarocke Aussehen zu erhalten suchte. Nach weiteren Um- und Ausbauarbeiten im Jahr 1990 mit zeitgemäßen Offizin-Ausstattung wurde eine Großhandlung mit Drogen und Veterenärartikeln an die Apotheke angegliedert.

## Empire-Saal
Der 1789 im Empire-Stil gestaltete Saal über den Räumen der Apotheke wird durch aufwendig gearbeitete Wand- und Deckendekorationen, darunter Zierfriese und Stuck, Palmetten-, Blätter- und Schleifenreliefs, sowie Motive der Römischen und Griechischen Mythologie geprägt. 1991 wurde der Saal restauriert. Hier finden Veranstaltungen, wie Kammermusikabende, kleine Empfänge oder Pressetermine statt.